# Marcellino Taiji Tani
Marcellino Taiji Tani (jap. マルセリーノ 谷 大二 Maruserīno Tani Daiji; ur. 13 lutego 1953 w Takarazuce) — japoński duchowny rzymskokatolicki, w latach 2000-2013 biskup diecezjalny Saitamy (do 2003 Urawy, co wiązało się ze zmianą nazwy miasta będącego siedzibą biskupa). 

## Życiorys
Święcenia kapłańskie przyjął 21 marca 1986 w diecezji Urawy. Po święceniach został wikariuszem w Urawie, zaś rok później został proboszczem parafii w Ageo. W 1994 został kanclerzem kurii i proboszczem w Tatebayashi.
10 maja 2000 papież Jan Paweł II mianował go ordynariuszem rodzinnej diecezji. Sakry udzielił mu 15 września 2000 Peter Takeo Okada, arcybiskup metropolita Tokio. W 2003 zmianie uległa nazwa stolicy biskupiej w Urawie (odtąd zwanej Saitamą), a wraz z nią zmienił się też tytuł biskupa. 
27 lipca 2013 papież przyjął jego rezygnację z pełnionego urzędu zgodnie z kanonem 401 § 2 Kodeksu Prawa Kanonicznego.